# 帕姆·格里爾

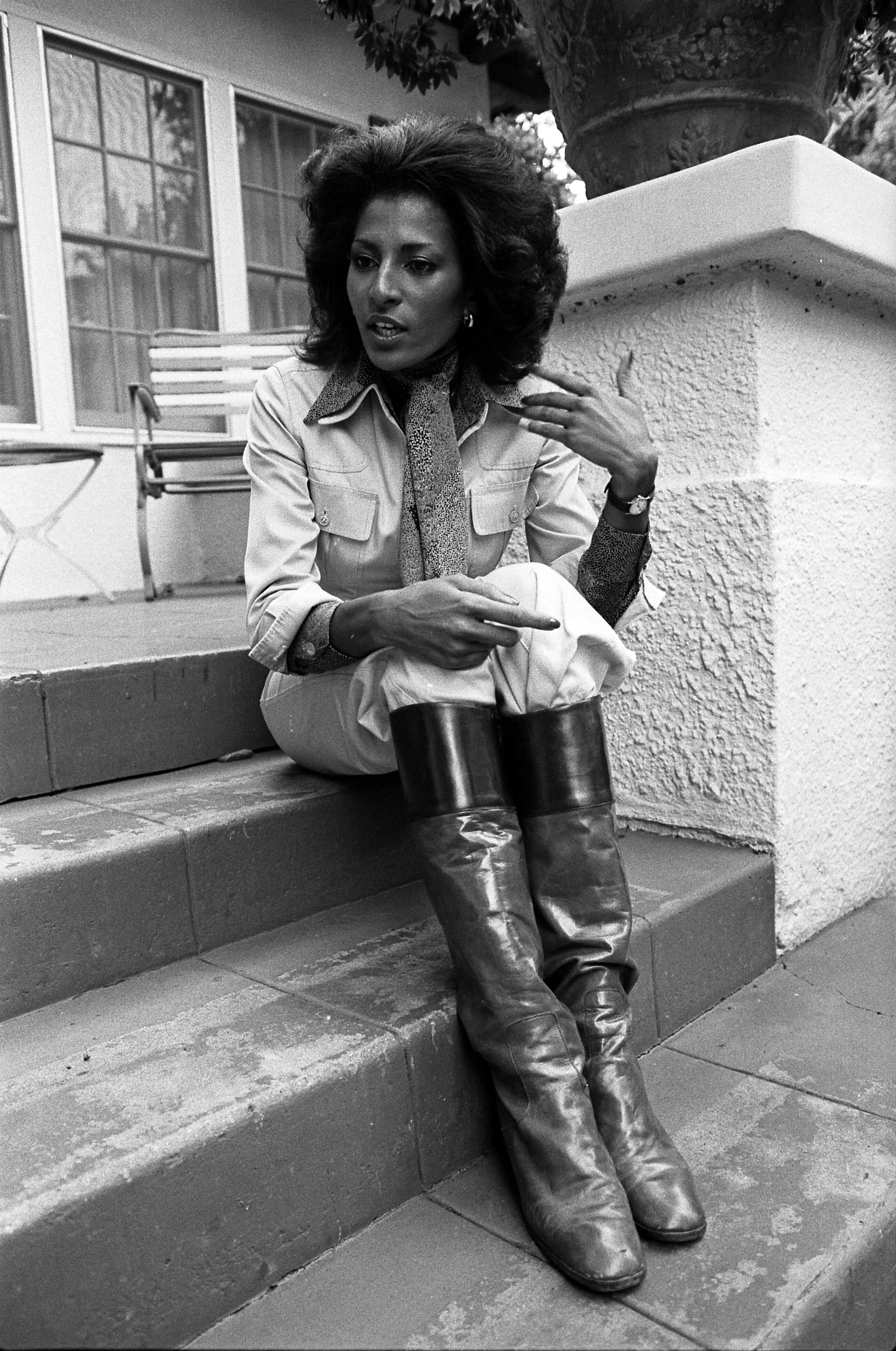
1976年攝

帕梅拉·蘇澤特·格里爾（英語：Pamela Suzette Grier，1949年5月26日—），美國女演員、歌手，曾穫昆頓·塔倫天奴評為熒幕上首位女性動作演員。

## 外部連結
- 帕姆·格里爾的Discogs页面 （英文）
- 帕姆·格里爾在互联网电影资料库（IMDb）上的資料（英文）
- Pam Grier （页面存档备份，存于） Happy Birthday, Pam Grier: Interview with the Accidental Action Heroine at Bright Lights Film Journal